# Introducción a la epistemología objetivista
Introducción a la epistemología objetivista (Introduction to Objectivist Epistemology) es una colección de ensayos filosóficos de Ayn Rand con un ensayo de Leonard Peikoff, publicada por primera vez en 1979. Es el libro más técnico de Ayn Rand.

## Resumen
Los ensayos de Ayn Rand tratan sobre un resumen de teoría de los conceptos, la solución al problema de los universales, los procesos mentales de la abstracción, la naturaleza de las definiciones válidas, distinción entre conceptos y "anticonceptos", la naturaleza jerárquica del conocimiento y qué constituye conocimiento axiomático válido.

El asunto de los conceptos (conocido como "el problema de los universales") es el asunto central de la Filosofía. Dado que el conocimiento humano se obtiene y se mantiene de forma conceptual, la validez del conocimiento humano depende de la validez de los conceptos. Pero los conceptos son abstracciones de universales, y todo lo que el hombre percibe es particular, concreto. ¿Cuál es entonces la relación entre abstracciones y concretos? ¿A qué exactamente se refieren los conceptos en la realidad? ¿Se refieren a algo real, algo que existe -o son meras invenciones de la mente del hombre, constructos arbitrarios o vagas aproximaciones que no se puede afirmar que representen al conocimiento?
Ayn Rand. Introducción a la epistemología objetivista

Rand basa su solución al problema de los universales en un análisis cuasi matemático de similitud. Rechazando la opinión común de que la similitud es inanalizable, ella define la similitud como: "la relación entre dos o más existentes que poseen las mismas características, pero en diferente medida o grado".
La comprensión de la similitud, sostiene, requiere un contraste entre los dos o más elementos similares y un tercer elemento que difiere de ellos, pero difiere a lo largo de la misma escala de medición (que denominó un "Denominador Común Conceptual"). Por lo tanto, dos tonos de azul, para ser percibidos como similares, deben contrastarse con algo que difiera mucho en tono de ambos, por ejemplo, un tono de rojo.
En consecuencia, Rand redefine "concepto" como una "integración mental de dos o más unidades que poseen las mismas características distintivas con sus medidas particulares omitidas".
La monografía incluye capítulos que describen la teoría objetivista de cómo se forman los conceptos de orden superior ("Abstracción de la abstracción"), cómo la medición se aplica a los fenómenos de la conciencia, la naturaleza y el significado cognitivo de las definiciones (incluida una defensa de la esencia como "epistemológica" no "metafísica"), una teoría de conceptos axiomáticos, no proposiciones axiomáticas, como la base de la cognición conceptual, la introducción de un "principio de economía unitaria" como crucial para juzgar y justificar el contenido a nivel conceptual, y un llamamiento para el rechazo total del giro kantiano en filosofía, al ver a Kant como falsamente opuesto de la identidad de la conciencia a su validez cognitiva, es decir, al ser consciente.
- "... el ataque a la conciencia del hombre y particularmente a su facultad conceptual se ha basado en la premisa indiscutible de que cualquier conocimiento adquirido por un proceso de conciencia es necesariamente subjetivo y no puede corresponder a los hechos de la realidad, ya que es" conocimiento procesado ". ...

- "Todo conocimiento es conocimiento procesado, ya sea a nivel sensorial, perceptivo o conceptual. Un conocimiento "no procesado" sería un conocimiento adquirido sin medios cognitivos. La conciencia (como dije en la primera oración de este trabajo) no es pasiva sino un proceso activo".

Un ensayo adicional de Peikoff, basado en la teoría de Rand y editado por ella, es una argumentación contra la teoría de Kant de las proposiciones analíticas y sintéticas. En él critica la distinción analítico-sintética, argumentando que se deriva de una teoría errónea de lo que se incluye en el significado de un concepto. Un concepto, sostienen Rand y Peikoff, incluye todas las características que poseen los referentes, no solo las características definitorias.
La segunda edición de 1990 incluye un apéndice creado con la transcripción de más de 20 horas de sesiones de trabajo sobre epistemología dadas por Ayn Rand desde 1969 a 1971. Alrededor de una docena de los participantes eran profesionales de la filosofía, siendo otros de los participantes físicos y matemáticos.

## Tabla de contenidos
- Prólogo a la primera edición.
- 1. Cognición y medida.
- 2. Formación de conceptos.
- 3. Abstracción de abstracciones.
- 4. Conceptos y Conciencia.
- 5. Definiciones.
- 6. Conceptos axiomáticos.
- 7. El rol cognitivo de los conceptos.
- 8. Conciencia e identidad.
- Sumario
- La Dicotomía Analítico-Sintética, por Leonard Peikoff
- Apéndice

- Prólogo a la segunda edición, por Leonard Peikoff
- Prefacio, por Harry Binswanger
- Apéndice a la tabla de contenidos
- Observaciones iniciales de Ayn Rand para las sesiones de trabajo objetivistas.
- La Abstracción como Medida-Omisión.
- Conceptos como existentes mentales.
- Conceptos Implícitos.
- El Rol de las palabras.
- Medida, Unidad y Matemáticas.
- Abstracción de Abstracciones.
- Conceptos de Conciencia.
- Definiciones.
- Conceptos Axiomáticos.
- Entidades, y su construcción.
- Philosofía de la Ciencia.
- Postscripto histórico.
- Índice.